# Bauhaus et ses sites à Weimar, Dessau et Bernau
Le Bauhaus et ses sites à Weimar, Dessau et Bernau sont un bien inscrit sur la liste du patrimoine mondial par l'Organisation des Nations unies pour l'éducation, la science et la culture (UNESCO).
De 1919 à 1933, l'école du Bauhaus révolutionne tant la pensée que les canons et techniques artistiques ; son influence s'étend sur l'ensemble de l'art, du design et de l'architecture du XXe siècle. Les bâtiments construits dans le cadre de ce mouvement — à Weimar, Dessau et Bernau — sont des représentants majeurs de l'architecture moderne, elle-même orientée vers un renouveau radical.
En 1996, l'UNESCO inscrit cinq premiers bâtiments, représentatifs du style Bauhaus et édifiés sous la direction de Walter Gropius : l'ancienne école d'art, l'école d'arts appliqués et la Haus am Horn à Weimar ainsi que le bâtiment du Bauhaus et les maisons de maîtres à Dessau. En 2017, le bien est étendu aux maisons avec accès aux balcons à Dessau et à l'école de la confédération syndicale ADGB à Bernau, construites par le successeur de Gropius Hannes Meyer.
Le bien constitue, avec la ville blanche de Tel Aviv, l'un des deux ensembles Bauhaus inscrits au patrimoine mondial.

## Inscription au patrimoine mondial

### Valeur patrimoniale

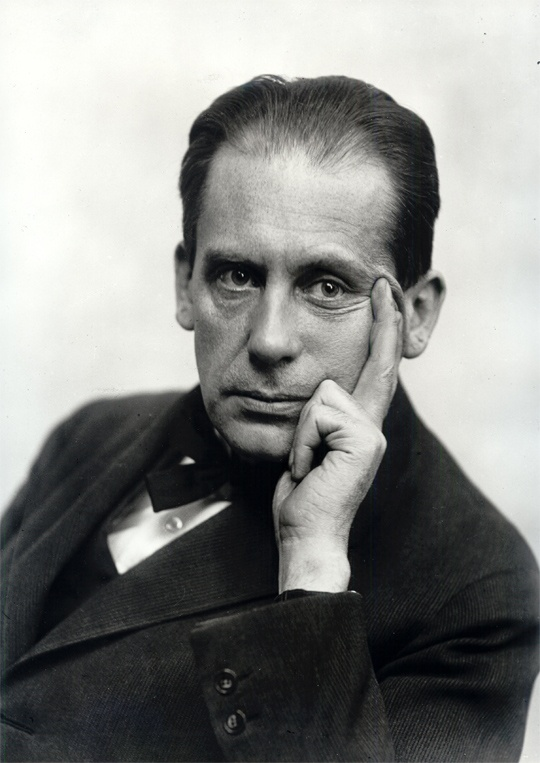
Walter Gropius, fondateur du Bauhaus, en 1919.

Entre 1919 et 1933, l’école du Bauhaus, d’abord basée à Weimar puis à Dessau, révolutionna les conceptions et pratiques architecturales et esthétiques. Les bâtiments créés et décorés par les professeurs de cette école (Henry Van de Velde, Walter Gropius, Hannes Meyer, László Moholy-Nagy et Vassily Kandinsky) lancèrent le Mouvement moderne, qui modela une grande partie de l’architecture du XXe siècle et au-delà. Le Bauhaus représente le désir de développer une architecture moderne en utilisant les nouveaux matériaux de l’époque (béton armé, verre, acier) et méthodes de construction (constructions à ossature, façades en verre). Basée sur le principe de la fonction, la forme des constructions rejette les symboles historiques et traditionnels de représentation. Suivant un processus strictement abstrait, les formes architecturales — aussi bien la structure subdivisée du bâtiment que les éléments structurels individuels — sont réduites à leurs formes élémentaires, primaires ; elles tirent leur expression, caractéristique de l’architecture moderniste, d’une composition de cubes imbriqués avec une transparence spatiale suggestive.
Le Bauhaus fut un centre accueillant des idées nouvelles et par conséquent attira des architectes et artistes progressistes. L’école du Bauhaus est devenue, dans le monde entier, le symbole de l’architecture moderne, en raison de sa théorie éducative et de ses constructions, et est inséparable du nom de Walter Gropius. Hannes Meyer, son successeur comme directeur du Bauhaus, réalisa l’idée du travail collectif sur un projet de construction, dans le cadre de la formation au sein du département d’architecture du Bauhaus. Ces bâtiments représentent une qualité architecturale qui découle d’une méthodologie conceptuelle fondée sur la science et d’une conception fonctionnelle-économique associée à des objectifs sociaux. Le Bauhaus lui-même et les autres bâtiments conçus par les maîtres du Bauhaus sont des représentants fondamentaux du modernisme classique et, en tant que tels, sont des éléments représentatifs du XXe siècle. Leur constante grandeur artistique est un rappel du projet encore inachevé d’une « modernité à visage humain », chercha à utiliser les ressources techniques et intellectuelles à sa disposition non pas d’une manière destructrice, mais pour créer un cadre de vie digne des aspirations humaines.
C’est pourquoi ces monuments sont importants non seulement pour l’art et la culture, mais également pour les idées historiques du XXe siècle. Même si la philosophie du Bauhaus en matière de réforme sociale s’est révélée n’être guère plus qu’un vœu pieux, son idéal utopique devint réalité au travers de la forme de son architecture. Son accessibilité directe a toujours le pouvoir de fasciner et appartient aux peuples de toutes les nations, représentant leur patrimoine culturel.

### Historique
Ce bien, inscrit sur la Liste du patrimoine mondial en 1996, comprenait à l’origine les bâtiments situés à Weimar (l’ancienne école d’art du Bauhaus, l’école d’arts appliqués et la maison am Horn) et Dessau (le bâtiment du Bauhaus, le groupe de sept maisons de maîtres). L’extension de 2017 inclut les maisons avec accès aux balcons à Dessau et l’école de la Confédération syndicale ADGB à Bernau, comme des contributions importantes aux idées du Bauhaus en matière de conception épurée, de fonctionnalisme et de réforme sociale.

## Édifices inscrits

### Weimar

#### Écoles d'art
En 1919, le « Bauhaus d'État » est créé en réunissant l'ancienne école d'art et l'école d'arts appliqués de Weimar. C'est là que naît le mouvement architectural Bauhaus. Si les deux monuments sont édifiés dans un style Jugendstil, ils sont inscrits au patrimoine mondial en 1996 pour avoir vu la naissance de l'école Bauhaus.
L'ancienne école d'art de Weimar est construite entre 1904 et 1911 par Henry Van de Velde, directeur de l'école. L'école est endommagée par la Seconde Guerre mondiale et donc en partie restaurée en 1945-46 puis dans les années 1970 et 1980. Entièrement rénovée en 1999, il s'agit aujourd'hui du bâtiment principal de l'université Bauhaus de Weimar (Bauhaus-Universität Weimar).
L'école d'arts appliqués (ou bâtiment Van de Velde) est un bâtiment en angle construit entre 1905 et 1906 par Van de Velde,. Elle est ornée de peintures et sculptures murales d'Oskar Schlemmer de 1933. Elle subit des travaux de réparation après guerre puis est rénovée dans les années 1970 et 1980. Elle accueille la faculté d'art et de design de l'université.

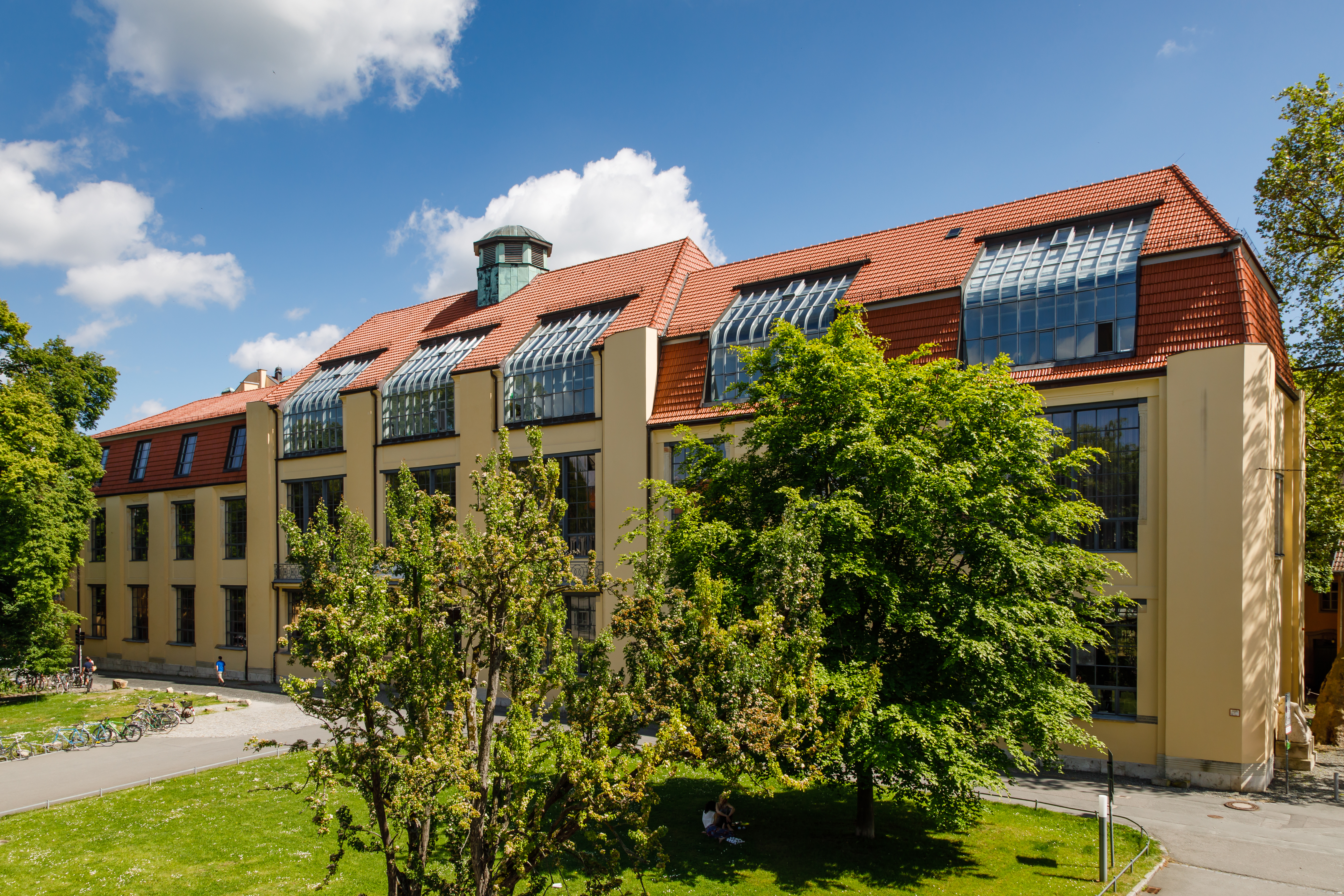
L'ancienne école d'art.
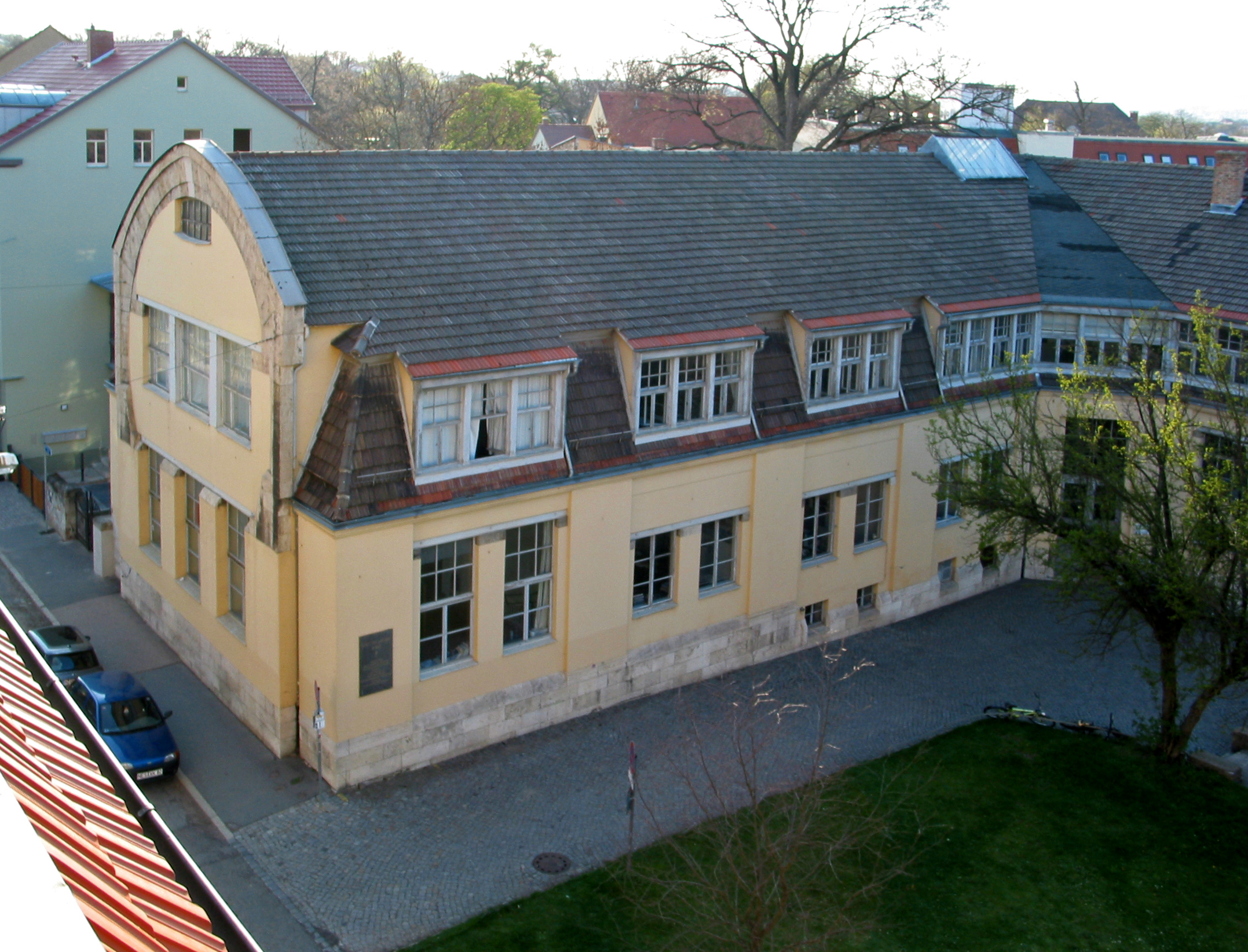
Le bâtiment Van de Velde.
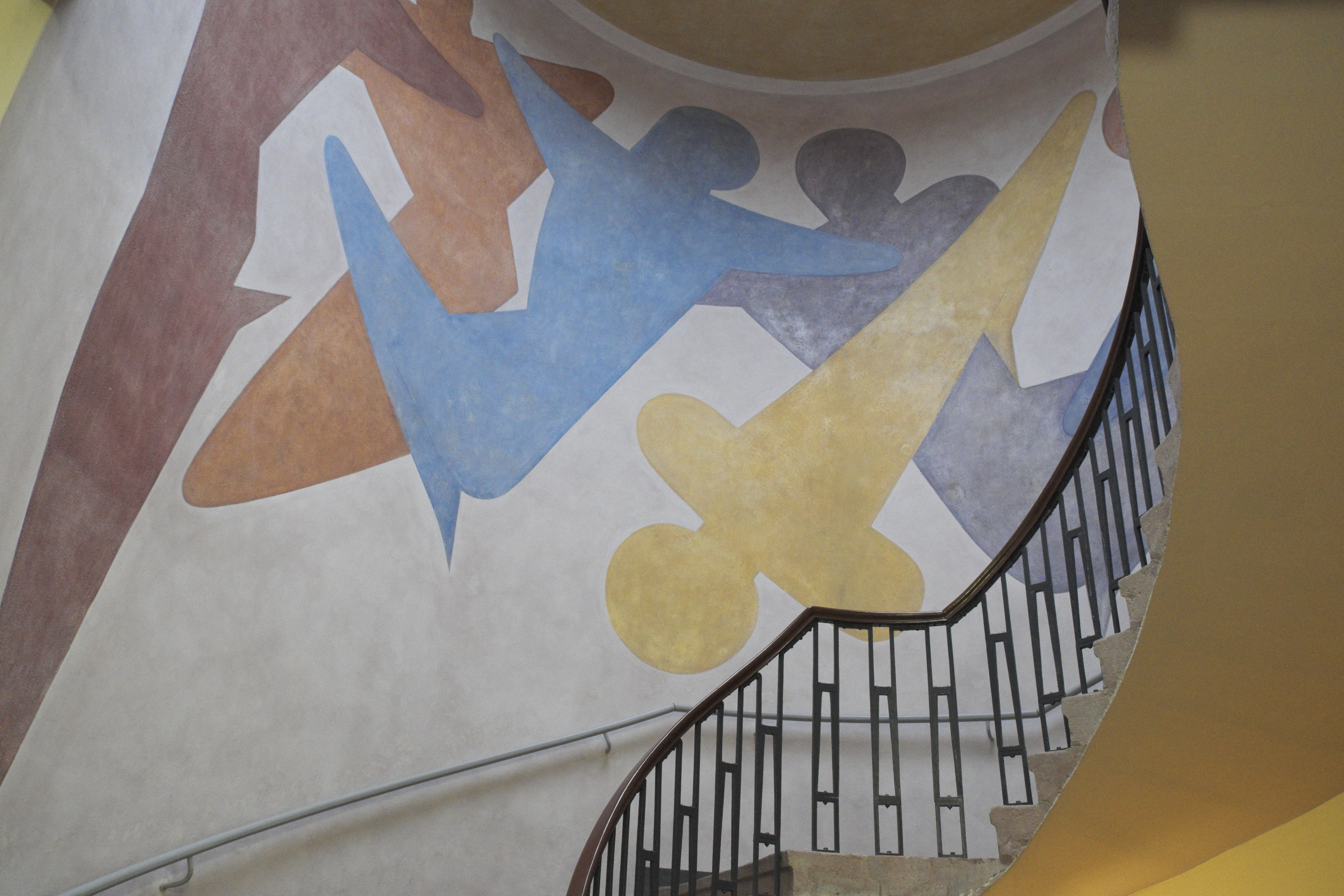
Des peintures de Schlemmer.

#### Haus am Horn

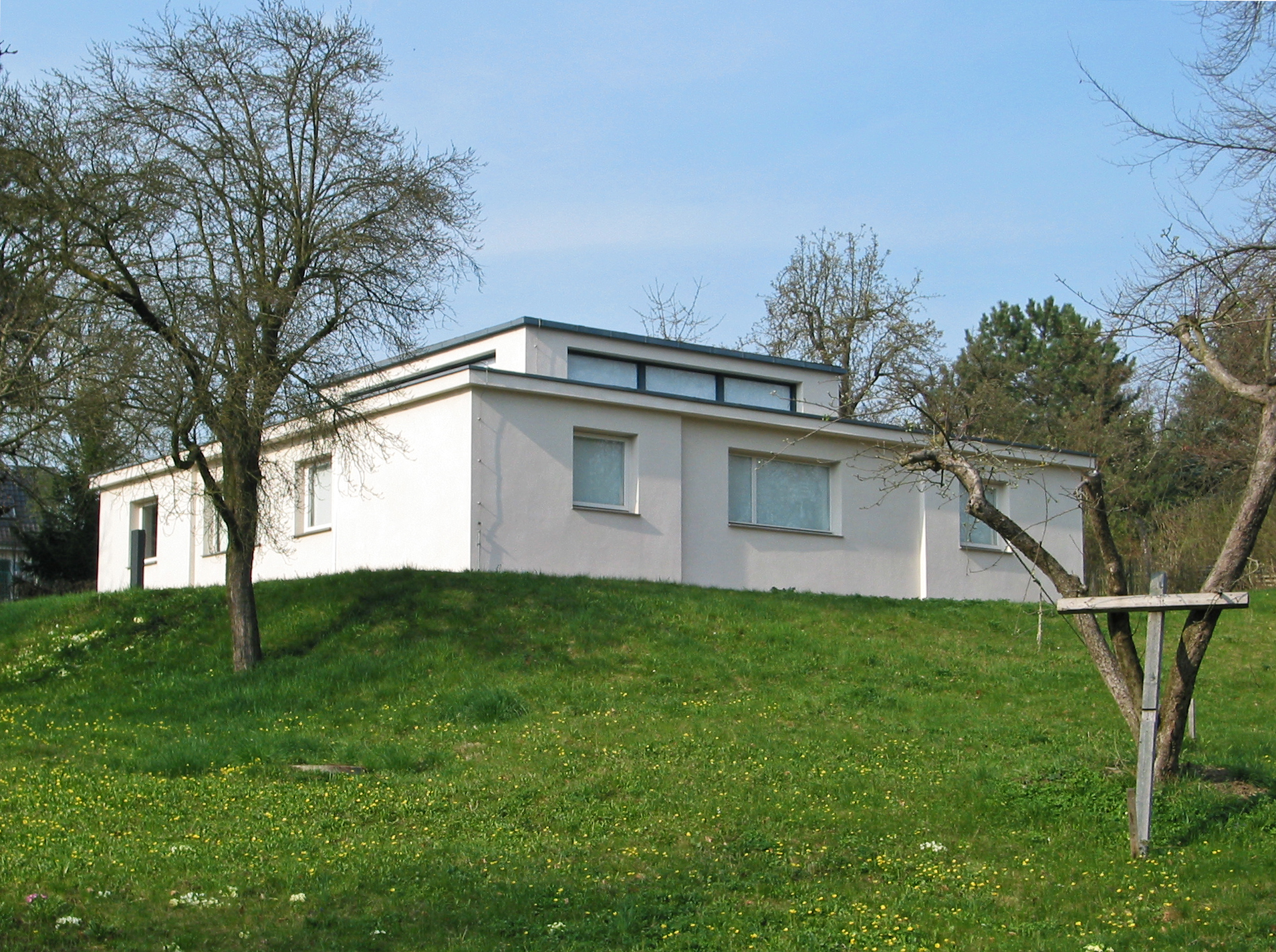
La maison am Horn.

La Haus am Horn est une maison cubique construite en 1923, d'après les plans de Georg Muche, alors directeur de l'atelier de tissage de l'école. Son mobilier est l'œuvre de différents étudiants, comme Marcel Breuer, ou encore Gunta Stölzl, Alma Buscher et Benita Koch-Otte. La maison de 140 m2 est réalisée pour la première exposition du Bauhaus de 1923. Elle est conçue pour devenir l'exemple typique d'une maison familiale du mouvement Bauhaus. On peut la considérer comme une sorte de manifeste architectural du Bauhaus. La Haus am Horn a été construite dans les jardins de l’école, où les étudiants cultivaient des fruits et légumes consommés plus tard. Les structures des murs et du plafond sont composés de légers blocs de construction en béton à base de ciment de laitier, formant un mur à doubles parois avec en son centre, une isolation Torfoleum. Le matériau permettait alors une isolation optimale et un haut rendement énergétique.
La Haus am Horn est aménagée comme une maison méditerranéenne avec en son centre une pièce, autour de laquelle toutes les autres s’articulent. L'espace de vie central occupe le tiers de la surface et est éclairé par des fenêtres en bandeau, à la manière d'un des cinq « points de l'architecture » de Le Corbusier. Autour, on peut trouver un bureau, la chambre de monsieur, la salle de bain, la chambre de madame, la chambre des enfants, la salle à manger, la cuisine et la chambre d’amis.
La maison se voit flanquée d'annexes en 1925 (véranda, maison de gardien, dépendances). Le Front allemand du travail avait prévu, à la fin des années 1940, de la détruire pour construire un centre d’éducation à sa place. Toutefois, le projet fut abandonné. L'intérieur est restauré entre 1971 et 1973 lorsqu'elle redevient une habitation. Constituant l'unique exemple d'architecture Bauhaus ayant survécu dans la ville de Weimar, elle est inscrite au patrimoine mondial en 1996,. Après une rénovation, elle est ouverte au public en 2019 pour les 100 ans du Bauhaus.

### Dessau

#### Bâtiment du Bauhaus

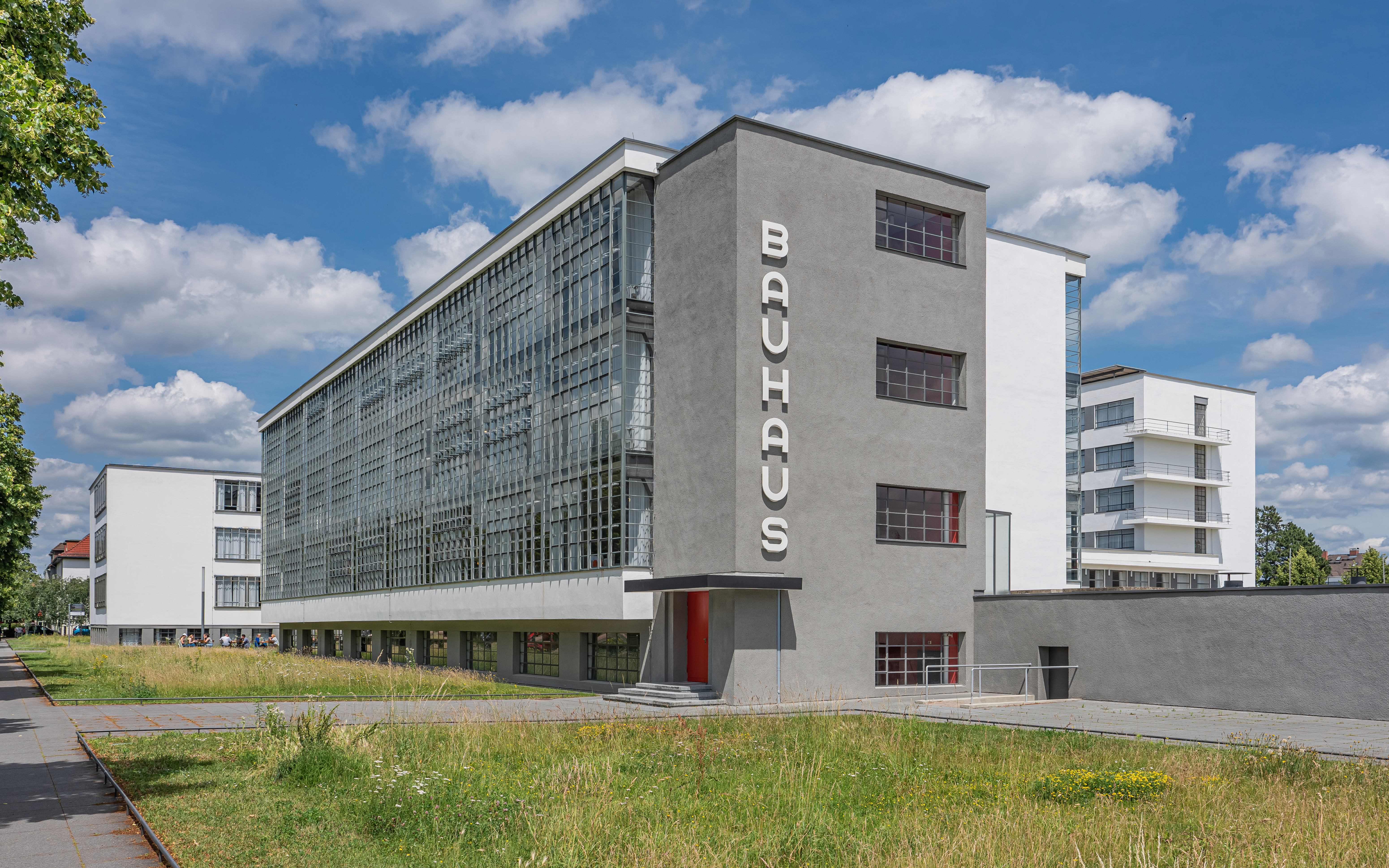
Le bâtiment du Bauhaus en 2024.

En 1925, l'école du Bauhaus est contrainte par les conservateurs de quitter Weimar. Elle s'implante alors dans la ville sociale-démocrate et libérale de Dessau, en plein essor industriel. Le directeur du Bauhaus Walter Gropius y entreprend la création d'un bâtiment pour accueillir l'école, financé par la municipalité. Le bâtiment du Bauhaus de Dessau est construit entre 1925 et 1926. L'école devient un réel établissement d'enseignement accueillant professeurs et étudiants au sein de la Bauhaus - School of Design. Elle prend alors un tournant davantage industriel. En septembre 1932 le Parti nazi fait fermer l'école, qui se réfugie à Berlin pendant quelques mois avant de fermer définitivement,.
Le bâtiment du Bauhaus est composé de trois ailes sous forme de cubes asymétriques : les logements des étudiants sont inclus dans l'aile de cinq étages (à l'est), l'aile de trois étages aux murs de verre (au nord) abrite les ateliers techniques et l'autre aile de trois étages accueille les ateliers d'artistes. Les deux blocs de trois étages sont reliés par un pont où se trouvent les bureaux de l'administration de l'école. Enfin, un dernier bloc d'un étage, comprenant l'auditorium et la cantine, relie les ateliers techniques à l'aile de cinq étages,. Typique du style Bauhaus, l'ensemble comprend une structure en béton armé, de nombreux vitrages et un toit-terrasse couvert d'asphalte.
Bombardé durant la Seconde Guerre mondiale, le bâtiment du Bauhaus à Dessau n'est que partiellement reconstruit durant l'après-guerre. Il est inscrit comme monument historique en 1972. De grands travaux de restauration sont entrepris en 1976. Depuis 1994, le bâtiment est géré par la Bauhaus Dessau Foundation. La rénovation du bâtiment se poursuit après son inscription au patrimoine mondiale en 1996. Depuis septembre 2019, le campus accueille le musée du Bauhaus de Dessau qui comprend 49 000 pièces (soit la deuxième collection Bauhaus au monde),.

#### Maisons de maîtres
Les maisons des maîtres (en allemand : Meisterhäuser) sont situées à quelques minutes à pieds du bâtiment du Bauhaus, au sein d'une pinède. Elles sont construites pour accueillir les professeurs (« maîtres ») de l'école. Les maisons blanches de trois étages comprennent deux logements et sont composées de structures cubiques imbriquées.
Trois doubles maisons originales ont échappé aux bombardements de la Seconde Guerre mondiale : celle de Lyonel Feininger et László Moholy-Nagy, celle de Georg Muche et Oskar Schlemmer et celle de Vassily Kandinsky et Paul Klee. Le mobilier intérieur est réalisé dans les ateliers du Bauhaus. L'ensemble est rénové en 1992. En 2014, la maison du directeur, la maison Moholy-Nagy et un kiosque de Ludwig Mies van der Rohe (1932), détruits durant la guerre, sont reconstruits par l'architecte Bruno Fioretti Marquez qui s'inspire des plans de Gropius,.

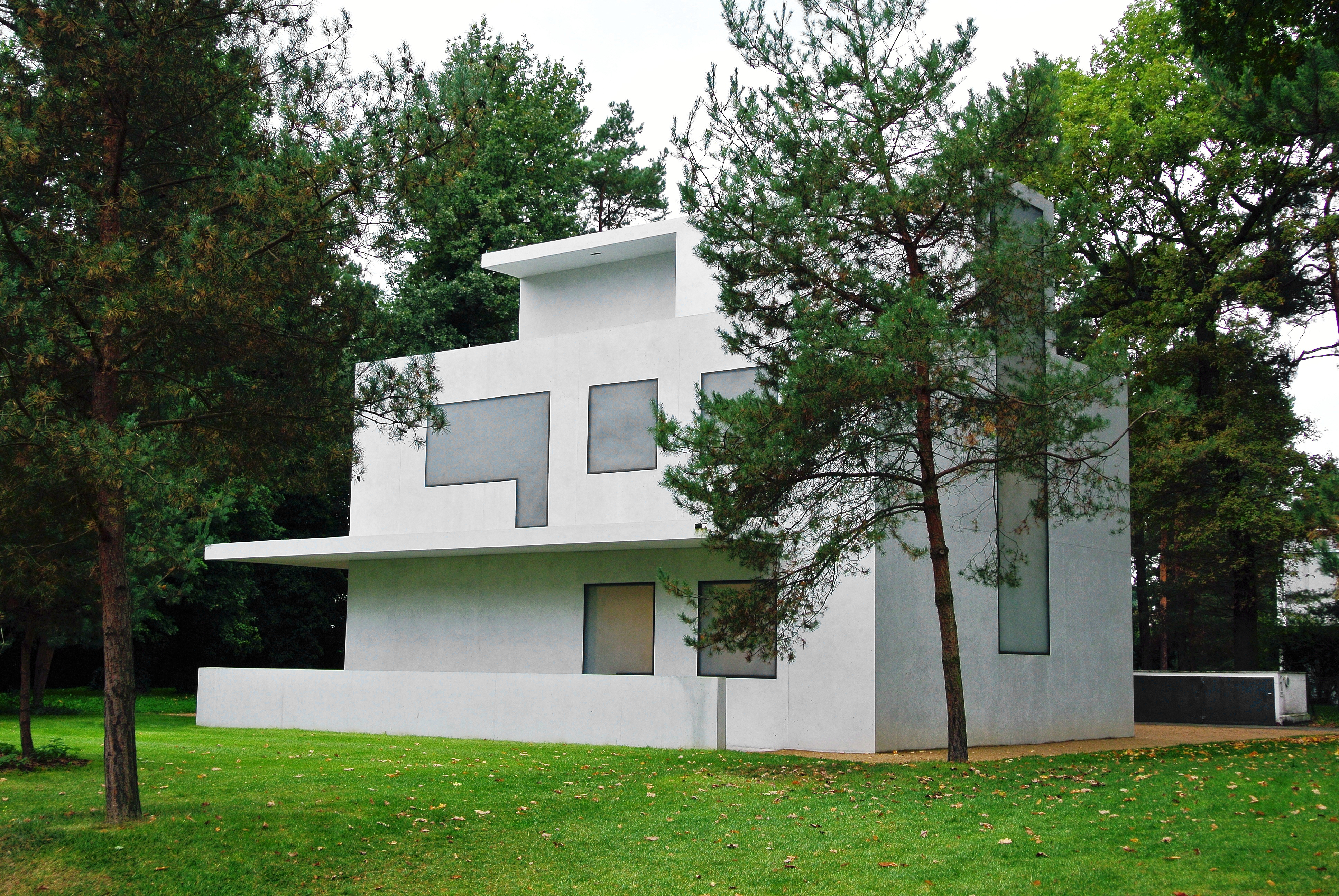
La maison Feininger-Moholy-Nagy.
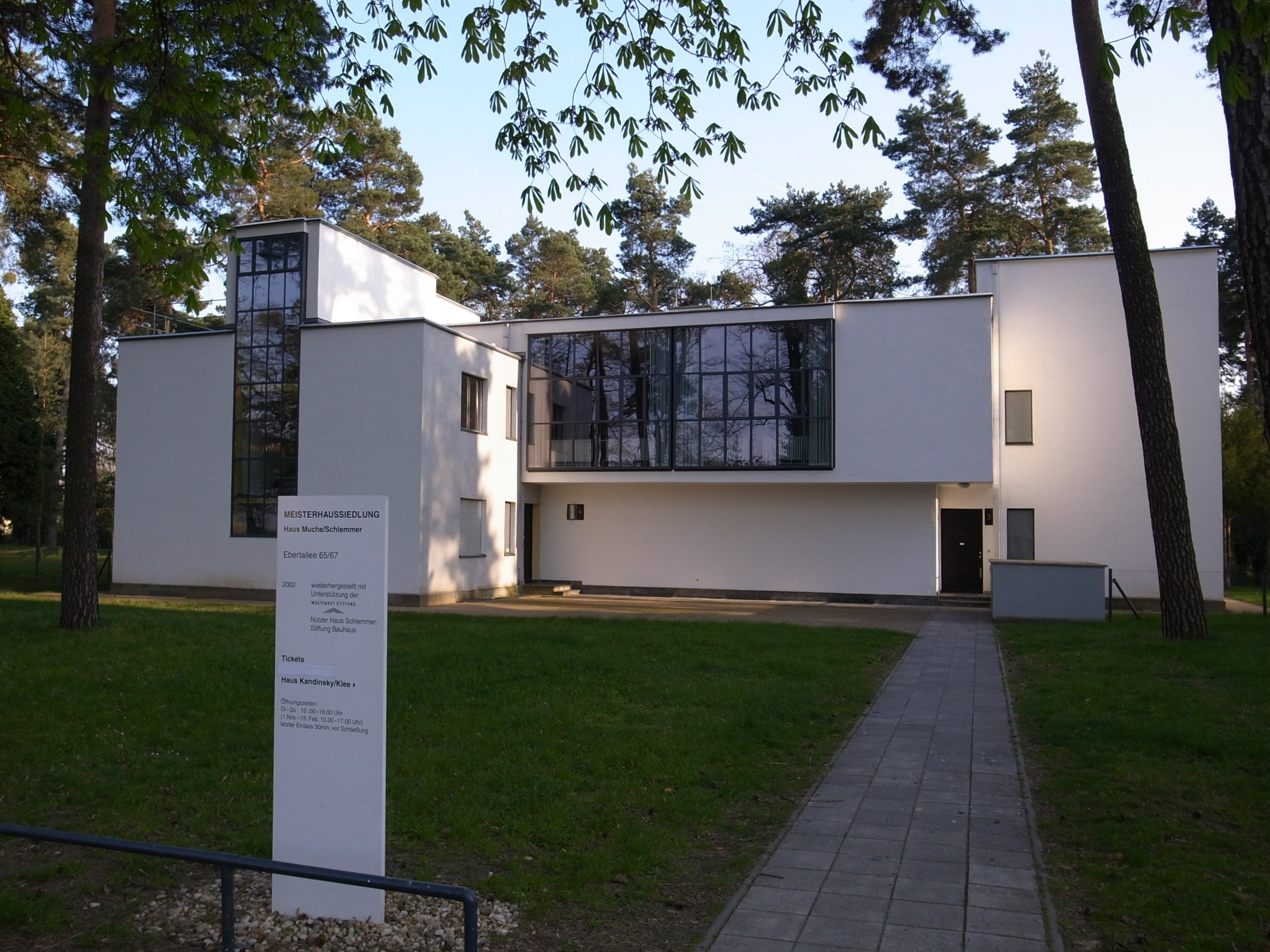
La maison Muche-Schlemmer.
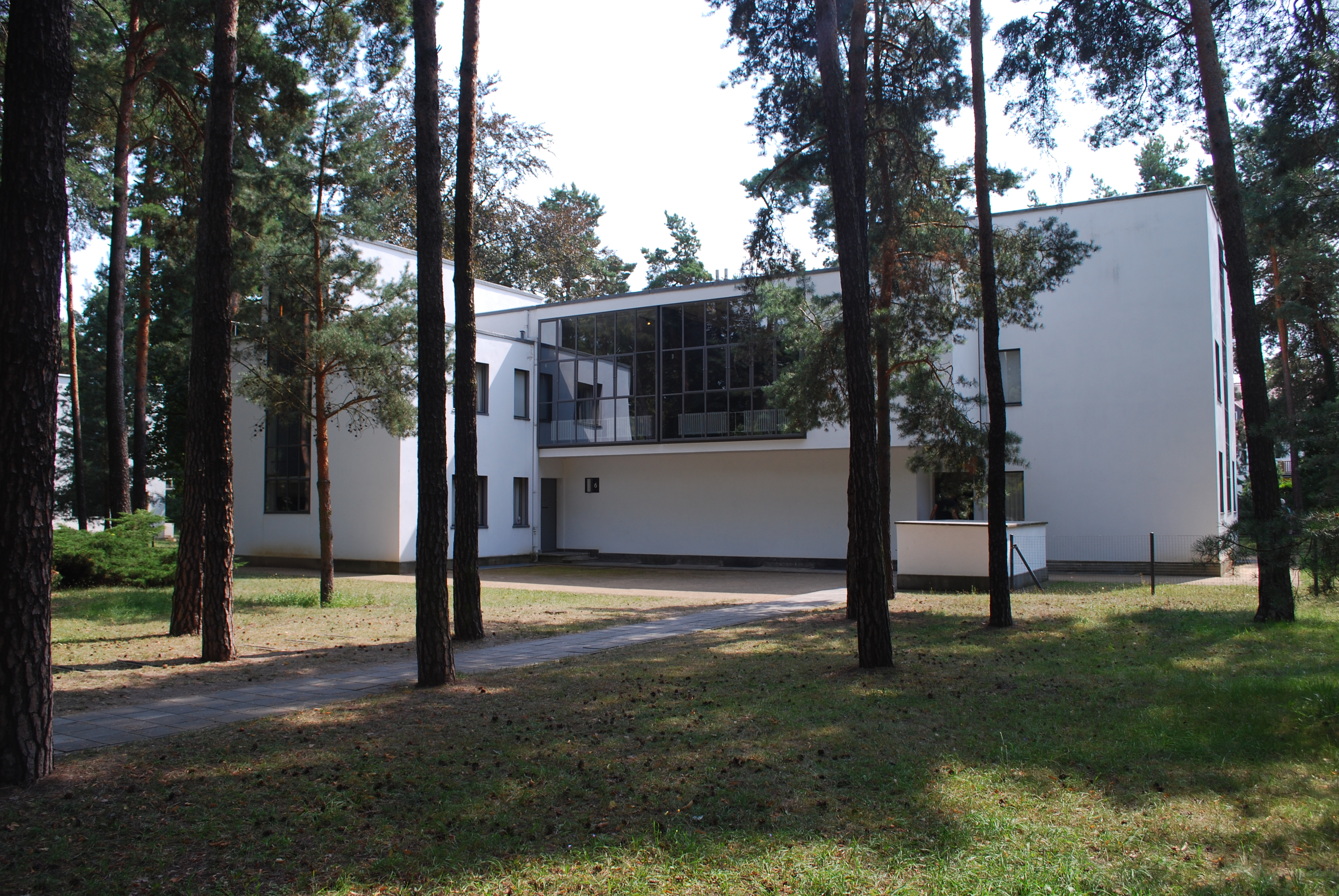
La maison Kandinsky-Klee.

#### Maisons avec accès aux balcons

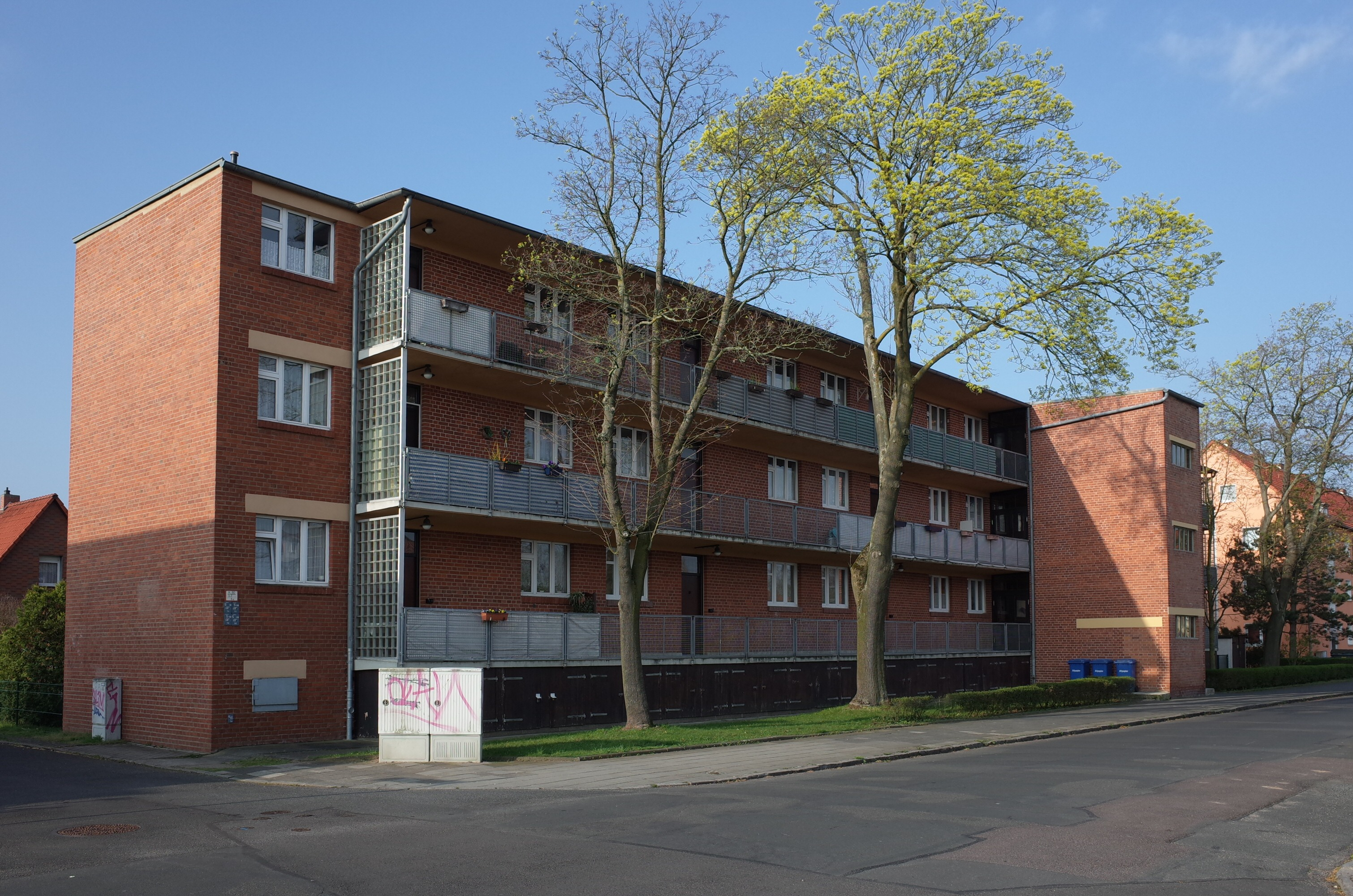
Une maison avec accès aux balcons.

Les maisons avec accès aux balcons (en allemand : Laubenganghäuser) font partie d'une deuxième phase du Bauhaus impulsée par Hannes Meyer, successeur de Walter Gropius, qui met l'accent sur la fonctionnalité et la maîtrise des coûts. Elles sont construites par Meyer au sud-ouest de Dessau en 1930. Il s'agit de cinq maisons de trois étages en briques rouges, comprenant chacune 18 appartements d'une superficie de 47 m2.
Les maisons sont classées monument historique par le land de Saxe-Anhalt en 1994. Peu endommagées par la Seconde Guerre mondiale, elles sont rénovées à la fin des années 1990. Elles sont inscrites au patrimoine mondial en 2017, lors de l'extension du bien aux monuments de deuxième génération du Bauhaus.

### Bernau: École de la confédération syndicale ADGB
En 1927, le Bauhaus remporte un concours pour construire une école formant des syndicalistes. L'école de la confédération syndicale ADGB est construite par Hannes Meyer et Hans Wittwer (en) entre 1928 et 1930 dans un bois au nord-est de Bernau près de Berlin. Outre l'école, le site comprend cinq dortoirs, les résidences des professeurs et un abri pour transformateur. Tous les bâtiments sont en briques jaunes.
L'école est agrandie dans les années 1950 par l'architecte Georg Waterstradt, sans remettre en cause l'équilibre de l'ensemble. Bien qu'elle soit classée en 1977, d'autres extensions ont lieu. Elle est finalement reconnue comme monument historique par le land de Brandebourg en 1991 et des travaux sont entrepris entre 2002 et 2008 pour la réaménager partiellement selon les plans originaux. L'école rejoint la liste du patrimoine mondial lors de l'extension du périmètre du bien de 2017.

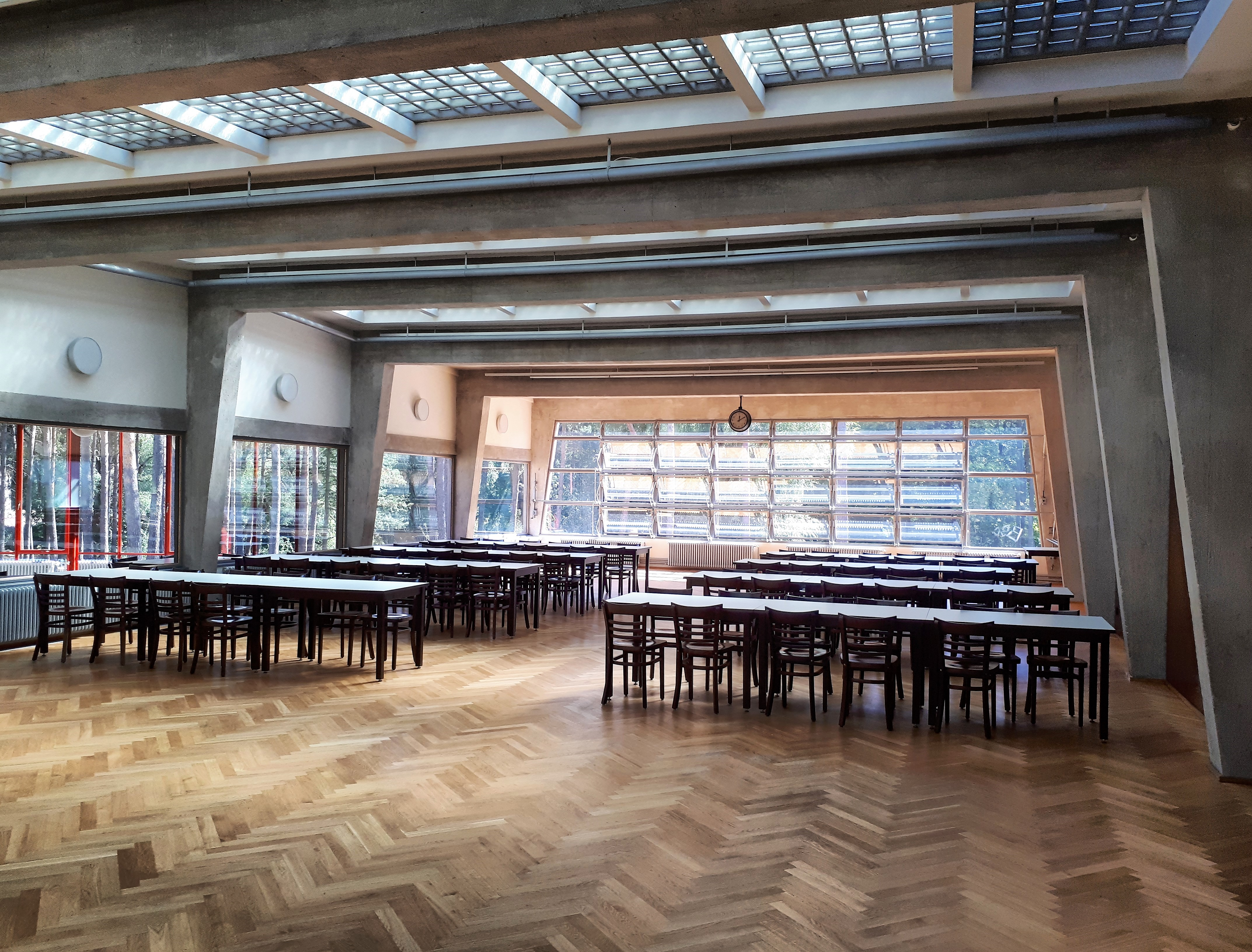
Le réfectoire.
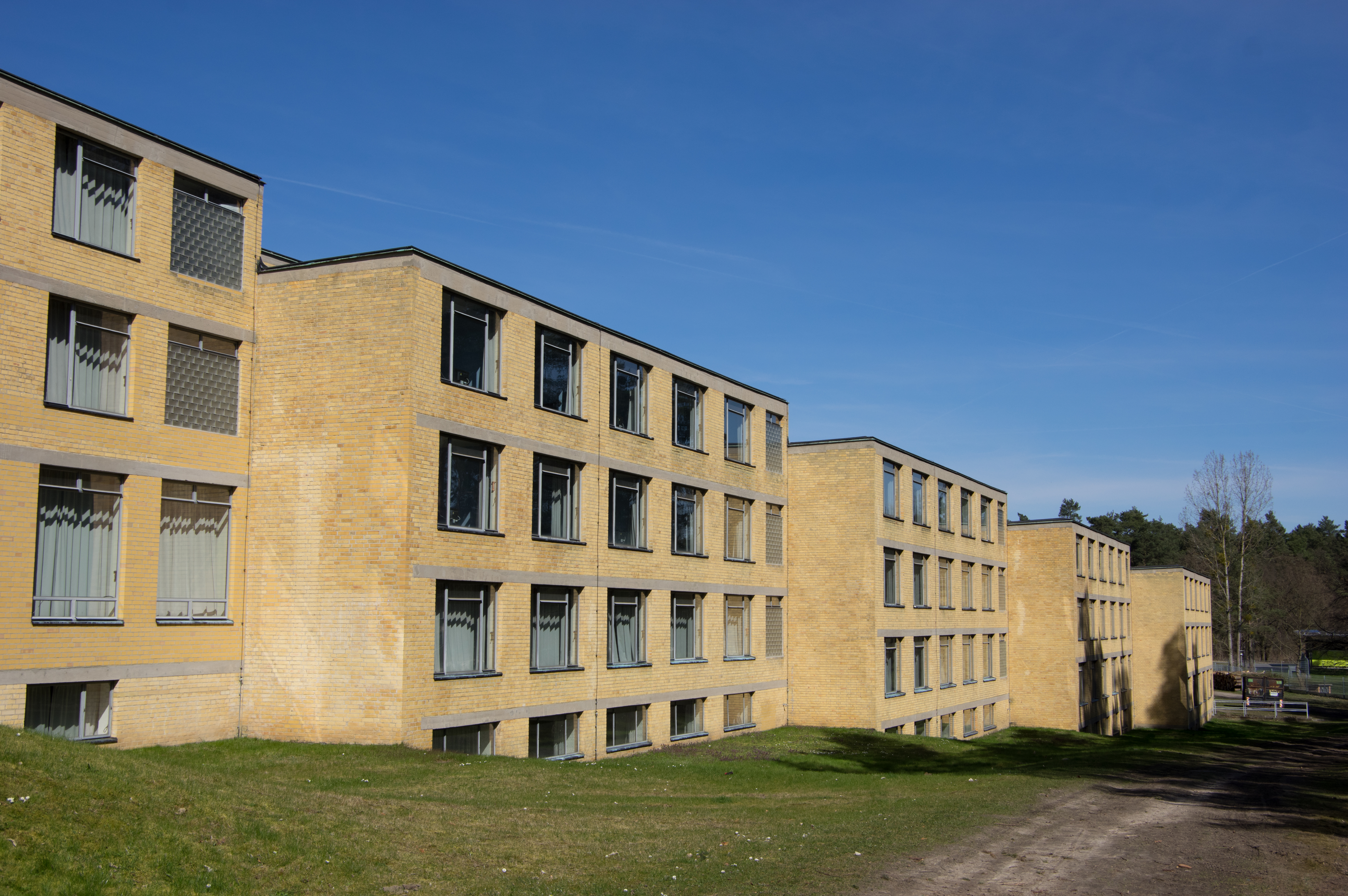
Les dortoirs.
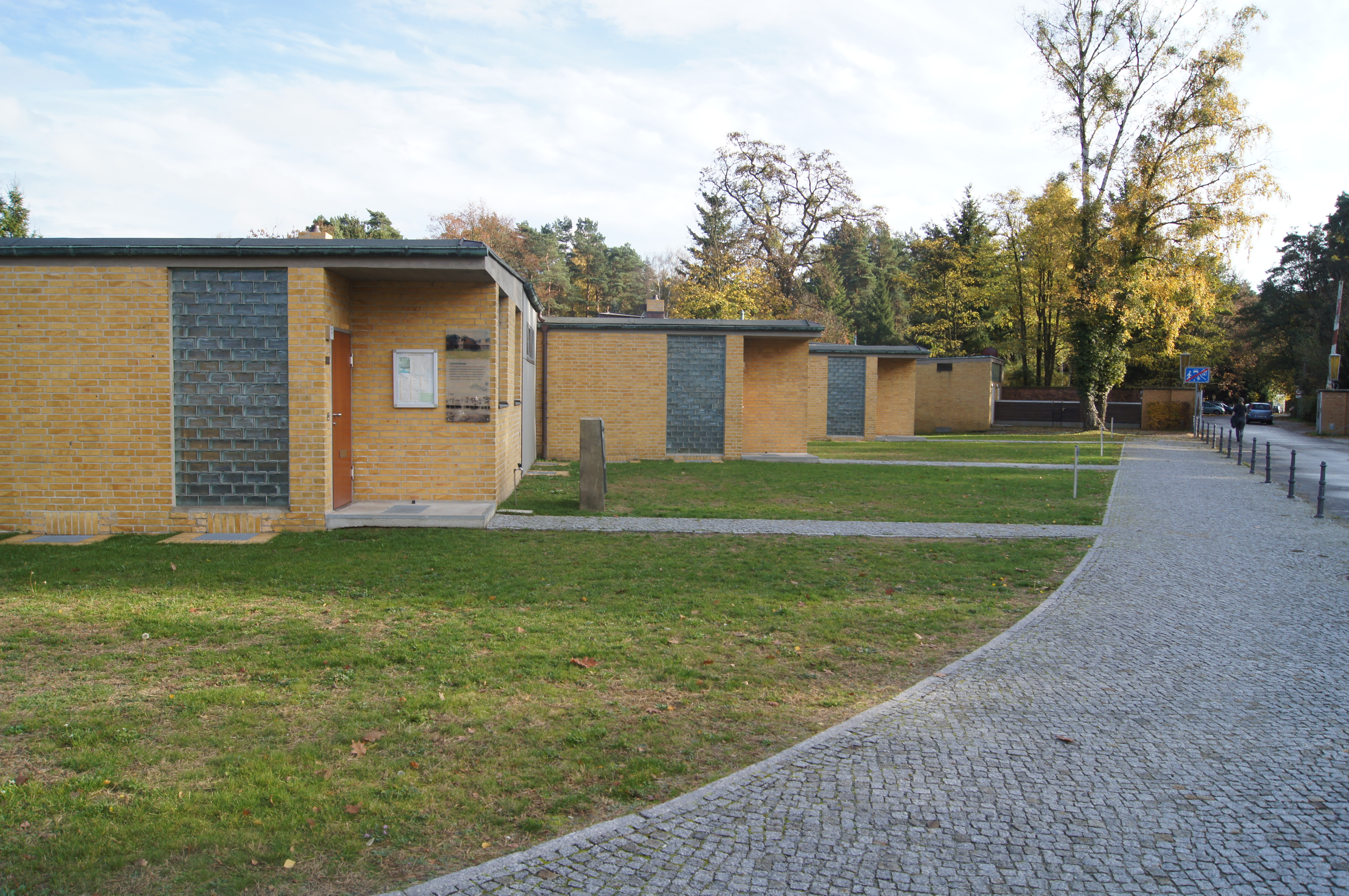
Les résidences des professeurs.
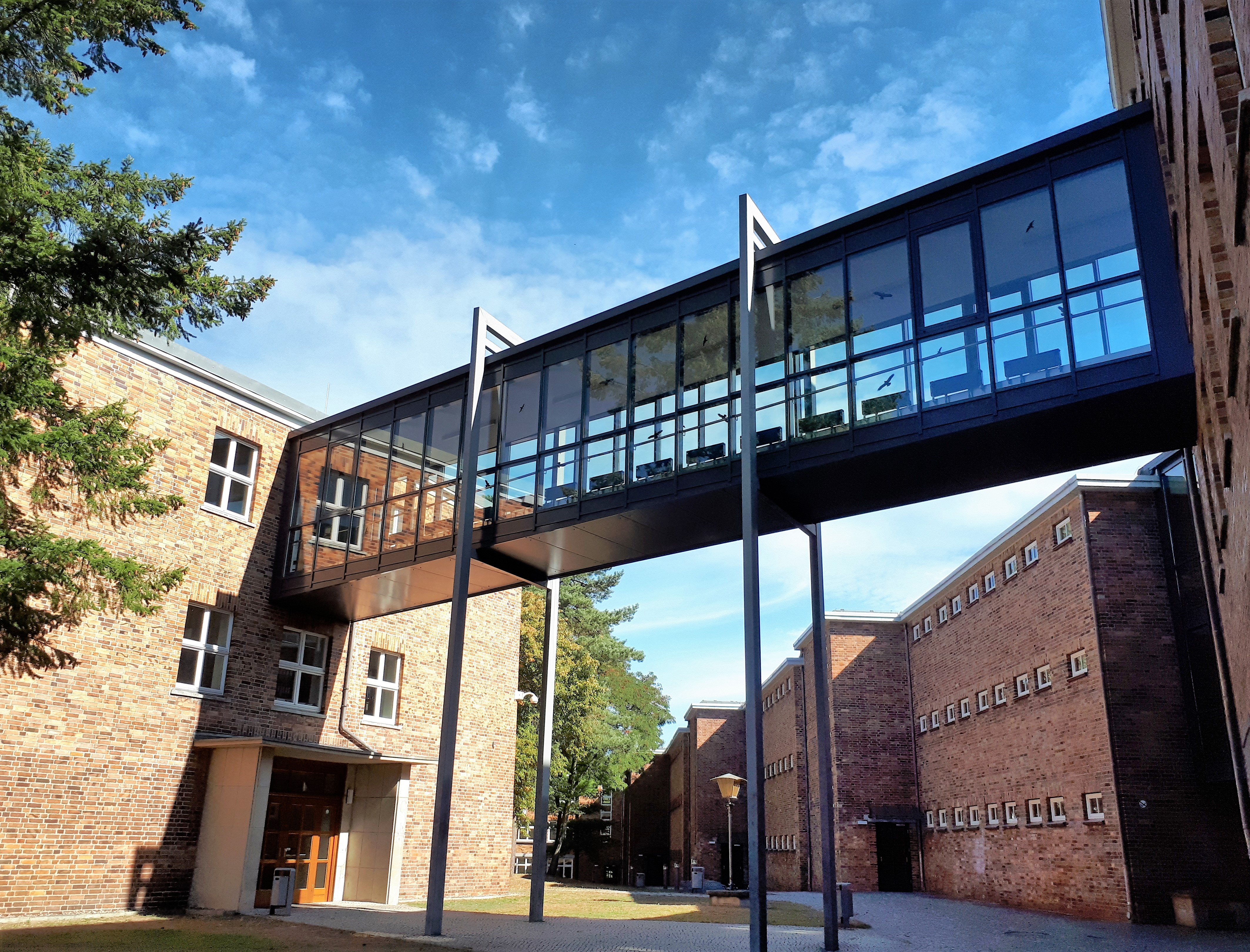
L'extension de 1950.